# Küçükkarapürçek, Karapürçek
Küçükkarapürçek là một xã thuộc quận Karapürçek, tỉnh Sakarya, Thổ Nhĩ Kỳ. Dân số thời điểm năm 2008 là 416 người.